# Liu Shipei

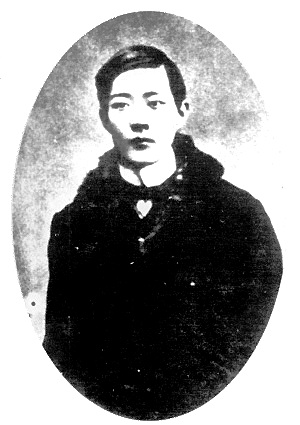
Liu Shipei

Liu Shipei (chinesisch 劉師培 / 刘师培, W.-G. Liu Shih-p'ei; 1884–1919), auch Shenshu (Zi) bzw. Zuo’an (Hao), war ein chinesischer Philologe, konfuzianischer Historiker, Anarchist, Revolutionär, Philosoph und Publizist aus Yizheng (Yangzhou) in Jiangsu. Er war ein Theoretiker des Nationalismus und Internationalism in der Revolution von 1911.

## Leben und Werk
Als Nachkomme mehrerer Vertreter der konfuzianischen Schule von Yangzhou (Yangzhou xuepai 揚州學派) erhielt er seit seiner Kindheit er eine klassische chinesische Ausbildung. Nach seiner Rückkehr aus Peking von der nicht bestandenen juren-Prüfung besuchte er Shanghai, wo er für zwei Jahre blieb, und wo er Zhang Taiyan (Zhang Binglin) und Cai Yuanpei (1868–1940) begegnete, die ihn mit revolutionären Ideen bekannt  machten.
1904 schloss er sich der Anti-Qing-Gesellschaft Guangfuhui 光復會 an und 1907 der Tongmenghui, während er sich mit seiner Frau, der Anarchistin He Zhen, in Japan aufhielt. Auf Einladung von Zhang Binglin (Zhang Taiyan) wurde er einer der Mitarbeiter des Minbao (People’s Journal) in Tokyo. In Japan interessierte sich Liu für die Ideen des Anarchismus bzw. die japanischen radikalen Sozialisten und wies auf Parallelen zu den Lehren von Xu Xing und Bao Jingyan hin.  Er publizierte in Zeitschriften wie Tianyi bao 天義報 und Hengbao 恒报. Seine Leidenschaft dafür ebbte jedoch ab. 1908 kehrte Liu Shipei nach China zurück und trat in den öffentlichen Dienst am Qing-Hof ein.
Unter Yuan Shikai (1859–1916) trat er zusammen mit mehreren anderen Aktivisten (siehe „Friedensplanungsgesellschaft“ Chouanhui) für die Wiederherstellung des monarchistischen Systems ein. Er empfahl die Einführung eines neuen chinesischen Kalenders, beginnend mit der Geburt des Gelben Kaisers.
Auf Einladung von Cai Yuanpei war er seit 1917  Dozent an der Peking-Universität.
Liu Shipei starb im Alter von 35 Jahren an Tuberkulose.
Als klassischer Gelehrter ist sein Name mit vielen exegetischen Studien verbunden. Er warb für die (zweifellos richtige) Ansicht, dass die Bedeutung der Schriftzeichen aus ihrer Aussprache gesucht werden müsse. Er gilt als einer der letzten Vertreter der Alt-Text-Schule (guwenxue, guwenjia).
Von seinen Schriften gilt als die repräsentativste das Buch über die Vertreibung (Rangshu), worin er für die Idee der Vertreibung der Mandschus und die Wiederherstellung einer chinesischen Herrschaft eintritt. 1915 schrieb er Über die Restauration der Monarchie (Junzheng fugu lun 君政復古論 / 君政复古论), um Yuan Shikai zu unterstützen.
Seine Werke sind in der Ausgabe unter dem Titel Liu Shenshu xiansheng yishu 刘申叔先生遗书 (Hinterlassene Werke von Liu Shenshu) vereint.

## Zitat (Liu Shipei 1905)
或者曰漢族之性質惟以依賴强有力為宗旨者也無論何種何族苟以權力加之無不帖然服從斯言也吾不忍信之然已及身見之或者曰漢族者有特立之精神者也故無論何種何族入據中國卒為漢族所排斯言也吾不敢信之而吾日夜望之滿族者
Some  say  that  the  Han  [Chinese]  ethnicity’s  character  has  a  certain  power as their maxim. No matter for what race or ethnicity this power is used  in  order  to  adjoin  it—everyone  attaches  and  follows  [the  Chinese  ethnicity]. Unless I see it myself, I do not dare to believe in this statement!
Some say that the Han [Chinese] ethnicity has a special spirit. No matter  what  race  or  ethnicity  migrates  to  China  it  is  finally  rejected  by  the  Han [Chinese] ethnicity. Looking at the Manchu ethnicity night and day I do not dare to believe in this statement!

## Publikationen
- Rangshu 攘书 1903 / Buch über die Vertreibung (in Zhongguo baihua bao / China colloquial journal)
- Huangdi hun (Die Seele des Gelben Kaiser) 1904
- Zhongguo minzu zhi 中国民族志 / 中國民族志 1905
- Liu Shenshu xiansheng yishu 刘申叔先生遗书. Ningnan Wushi paiyin ben 宁南武氏排印本 1936

Studien zu folgenden alten Texten werden in der Bibliographie des Hanyu da zidian (Abk. HYDZD) aufgeführt (mit Angabe der jeweiligen Bibliographie-Nummer, Bezeichnung der Werke, ggf. Verfasser, Titel, Congshu usw.):
- Mozi 墨子: Mozi shibu 墨子拾补 (Liu Shenshu xiansheng yishu)
- Laozi Daodejing 老子道德经 / Laozi 老子: Laozi jiaobu 老子斠补 (Liu Shenshu xiansheng yishu)
- Nanhua zhenjing 南华真经  / Zhuangzi 庄子: Zhuangzi jiaobu 庄子斠补 (Liu Shenshu xiansheng yishu)
- Guanzi 管子: Guanzi jiaobu 管子斠补 (Liu Shenshu xiansheng yishu)
- Yanzi chunqiu 晏子春秋: Yanzi chunqiu jiaobu 晏子春秋斠补>> (Liu Shenshu xiansheng yishu)
- Xunzi 荀子: Xunzi jiaobu 荀子斠补 (Liu Shenshu xiansheng yishu)
- Han Feizi 韩非子: Han Feizi jiaobu 韩非子斠补 (Liu Shenshu xiansheng yishu)
- Jizhong Zhoushu 汲冢周书 / Yi Zhoushu 逸周书: Zhoushu buzheng 周书补正 (Liu Shenshu xiansheng yishu)
- Mu tianzi zhuan 穆天子传: Mu tianzi zhuan 穆天子传>> (Liu Shenshu xiansheng yishu)
- Jia Yi 贾谊 : Xinshu 新书: Xinshu jiaobu 新书斠补 (Liu Shenshu xiansheng yishu)
- Dong Zhongshu 董仲舒 : Chunqiu fanlu 春秋繁露 Chunqiu fanlu jiaobu 春秋繁露斠补 (Liu Shenshu xiansheng yishu)
- Yang Xiong 扬雄: Yangzi fayan 扬子法言 / Fayan 法言: Fayan bushi 法言补释 (Liu Shenshu xiansheng yishu)
- Ban Gu 班固 : Baihu tong de lun 白虎通德论 / Baihu tong 白虎通: Baihu tong yi jiaobu 白虎通义斠补 (Liu Shenshu xiansheng yishu) und Baihu tong de lun bushi 白虎通德论补释>> (Liu Shenshu xiansheng yishu)